# Stranvaesia microphylla
Stranvaesia microphylla är en rosväxtart som beskrevs av António José Rodrigo Vidal. Stranvaesia microphylla ingår i släktet Stranvaesia och familjen rosväxter. Inga underarter finns listade i Catalogue of Life.